# Eufemia di Calcedonia
Eufemia (Calcedonia, 289 – Calcedonia, 16 settembre 303) è stata una santa greca antica, giovane martire presso Calcedonia in Bitinia, venerata dalla Chiesa cattolica e dalla Chiesa ortodossa.

## Agiografia

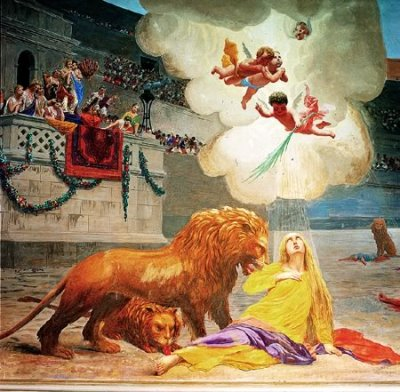
Martirio di sant'Eufemia

Fra i primi documenti sulla vita e sul culto di Sant'Eufemia si ricorda l'Omelia XI di Asterio di Amasea, contemporaneo dei Padri Cappadoci (IV secolo). Asterio descrive fra l'altro un Martyrion in Amasea in cui era presente un ciclo pittorico con i particolari del martirio della santa.
Eufemia nacque nella città di Calcedonia, in Bitinia. Essendo figlia di nobili (secondo la tradizione, i genitori erano Filofrone e Teodosia), ricevette una buona educazione, sempre secondo le regole di vita cristiane a cui la famiglia faceva riferimento.
Durante la persecuzione di Diocleziano, a soli quindici anni, fu arrestata assieme ad altri quarantanove cristiani che avevano rifiutato di immolare una vittima ad una divinità pagana. Come gli altri fu torturata, ma restò sempre fedele ai suoi ideali spirituali rifiutando di compiere l'olocausto. Il 16 settembre del 303 (come attestano i Fasti vindobonenses priores) fu gettata nell'arena di Calcedonia tra i leoni. Secondo la tradizione, essi la uccisero ma, mangiatone la sola mano destra, rifiutarono di divorare il resto del corpo, intuendo la sua santità. Gli altri fedeli riuscirono così a recuperare il corpo e a proteggerlo sino all'Editto di Costantino, con il quale veniva riconosciuta la religione cristiana.

## Culto

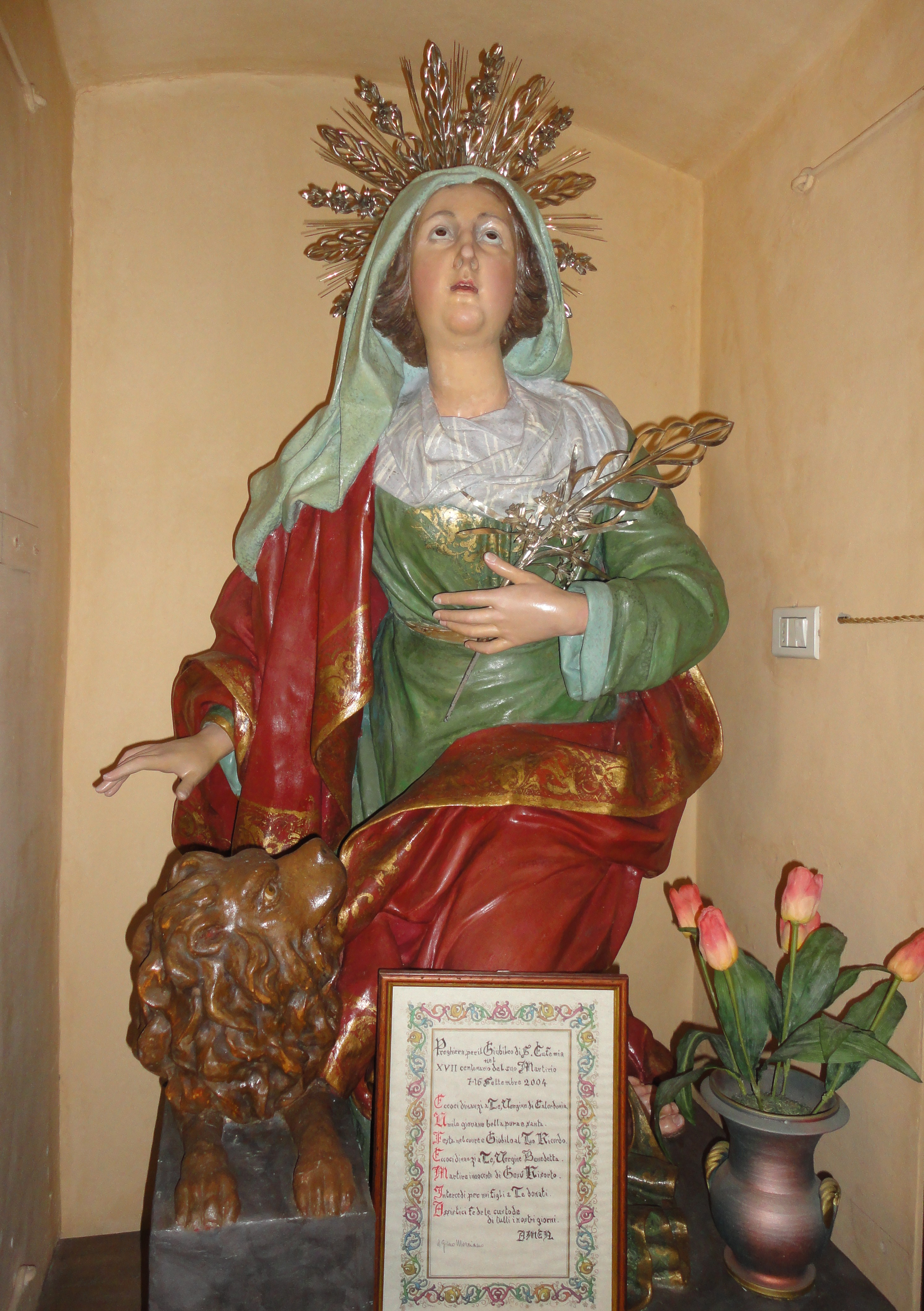
Statua di Sant'Eufemia venerata a Sant'Eufemia (Tricase)

### Traslazione del corpo
Il suo culto si diffuse notevolmente e sulla sua tomba fu edificata una chiesa dove, nel 451 si tenne il concilio di Calcedonia. Sant'Asterio compose un sermone in onore della santa, letto nel 787 al secondo Concilio di Nicea in una chiesa a lei dedicata.
Quando nel 620 Calcedonia fu conquistata dai Persiani, il suo corpo fu trasferito a Costantinopoli dove l'imperatore Costantino III edificò una nuova chiesa per venerarla.
Nell'800, secondo quanto dice la tradizione, il sarcofago con le reliquie della santa sparì misteriosamente da Costantinopoli e riapparve, quasi miracolosamente, su una spiaggia di Rovigno in Istria. Probabilmente, i resti furono messi in salvo da alcuni fedeli barcaioli. Ancora secondo la leggenda, gli abitanti di Rovigno tentarono in svariati modi e con gli animali più forti di portare in città il sarcofago, invano. Vi riuscì infine un fanciullo con l'aiuto di due sole giumente, a dimostrazione che la cristianità non si basa sulla forza o sul vigore, ma sulla mitezza e sulla semplicità.
Il culto della santa a Rovigno, divenutane la patrona, è molto forte e le reliquie sono venerate presso la chiesa a lei dedicata.
Sant'Apollinare, vescovo di Ravenna, raccolse probabilmente alcune reliquie della santa e le portò con sé nella sua opera evangelizzatrice in Romagna. I resti di Sant'Eufemia e di Sant'Agata furono rinvenuti nel 1686 sotto la lastra dell'altare della chiesa dedicata alla santa, come testimonia una scritta su carta pecora in romano arcaico ritrovata insieme ai resti.
Una parte delle reliquie si trova ad Istanbul, nella cattedrale di San Giorgio e ad Irsina, nella cattedrale di Santa Maria Assunta

### Ricorrenza
La Chiesa cattolica ricorda la santa di Calcedonia il giorno 16 settembre: dal Martirologio Romano: "A Calcedonia in Bitinia, nell'odierna Turchia, santa Eufemia, vergine e martire, che sotto l'imperatore Diocleziano e il proconsole Prisco, superati per Cristo molti supplizi, giunse con strenuo combattimento alla corona di gloria."
Per la Chiesa ortodossa, che riconosce santa Eufemia protettrice dell'ortodossia, la festa cade il giorno 11 luglio.

### Patronati
Sant'Eufemia martire ha un culto diffuso in tutta Italia, in particolare è la santa patrona di alcuni comuni:
- Dorno (PV)
- Alba Adriatica (TE)
- Carinaro (CE)
- Irsina (MT)
- Neviano degli Arduini (PR)
- Oggiono (LC)
- San Mauro la Bruca (SA)
- Sant'Eufemia d'Aspromonte (RC)
- Sant'Eufemia di Tricase (LE)
- Sant'Eufemia Lamezia (CZ) - compatrona
- Teglio (SO)

All'estero è patrona di:
- Rovigno, in Croazia.
- Kallmet, in Albania.
- Agia Effimia, in Grecia (Cefalonia)

## Nell'arte, nella letteratura e nella musica
Esiste un mottetto di Mario G. Genesi, intitolato "Salve Euphemia felix" per mezzosoprano (o contralto), organo con pedale obbligato (o quartetto d'archi), coro a due voci ed ensemble di chitarre (suddivise fra chitarre prime e chitarre seconde) oppure strumenti a pizzico o a plettro "ad libitum"(sempre suddivisi in due semicori), eseguito numerose volte nella Basilica di San'Eufemia di Piacenza coll'autore all'Organo e con la partecipazione di numerosi strumenti fra cui alcuni chitarristi classici solisti italiani.